# Тетракарбонилникель
Тетракарбонилникель — неорганическое соединение, карбонильный комплекс никеля состава Ni(CO)4, бесцветная ядовитая жидкость, не смешивается с водой, в смеси с воздухом самовоспламеняется и взрывается.

## Получение
- Действие монооксида углерода под давлением на порошок никеля:

{\displaystyle {\mathsf {Ni+4CO\ {\xrightarrow {50-100^{o}C}}\ Ni(CO)_{4}}}}
- Действие монооксида углерода на хлорид гексаамминникеля(II)

{\displaystyle {\mathsf {[Ni(NH_{3})_{6}]Cl_{2}+5CO+2H_{2}O\ {\xrightarrow {p}}\ Ni(CO)_{4}+(NH_{4})_{2}CO_{3}+2NH_{4}Cl+2NH_{3}}}}
- Разложение кислотами никелевых комплексов, содержащих CO:

{\displaystyle {\mathsf {4K_{4}[Ni(CO)(CN)_{3}]+2HCl\ {\xrightarrow {}}\ Ni(CO)_{4}+3K_{2}[Ni(CN)_{4}]+2KCl+H_{2}}}}

## Физические свойства
Тетракарбонилникель образует бесцветную диамагнитную жидкость,
не растворяется в холодной воде, растворяется в диэтиловом эфире, хлороформе, бензоле, толуоле.
В смеси с воздухом при концентрации выше 4% самовоспламеняется и взрывается.

## Химические свойства
- Разлагается при нагревании:

{\displaystyle {\mathsf {Ni(CO)_{4}\ {\xrightarrow {180-200^{o}C}}\ Ni+4CO}}}
- Реагирует с концентрированными кислотами:

{\displaystyle {\mathsf {Ni(CO)_{4}+2H_{2}SO_{4}\ {\xrightarrow {}}\ NiSO_{4}+SO_{2}\uparrow +4CO\uparrow +2H_{2}O}}}
{\displaystyle {\mathsf {Ni(CO)_{4}+12HNO_{3}\ \xrightarrow {} \ Ni(NO_{3})_{2}+10NO_{2}\uparrow +4CO_{2}\uparrow +6H_{2}O}}}
- Во влажных условиях медленно окисляется:

{\displaystyle {\mathsf {2Ni(CO)_{4}+5O_{2}+2H_{2}O\ {\xrightarrow {}}\ 2Ni(OH)_{2}+8CO_{2}}}}
- Окисляется кислородом при нагревании:

{\displaystyle {\mathsf {2Ni(CO)_{4}+5O_{2}\ {\xrightarrow {300-400^{o}C}}\ 2NiO+8CO_{2}}}}

## Применение
- Никелевые покрытия неметаллических поверхностей
- Для получения никеля высокой чистоты.
- В качестве катализатора.

## Токсичность
- Тетракарбонил никеля летуч и чрезвычайно ядовит, Опасность соединения состоит не столько в содержании легко высвобождаемого монооксида углерода, сколько в токсичности самого никеля, попадающего в организм. Карбонил никеля может быть смертелен при попадании на кожу или вдыхании паров. ЛК50 при 30-минутной экспозиции достигается при 3 ppm, а концентрация, абсолютно смертельная для человека — 30 ppm. Некоторые люди, испытавшие на себе воздействие концентраций до 5 ppm, описывали его запах как «затхлый» или «копчёный», но поскольку соединение весьма токсично, то смертельное отравление может быть вызвано концентрациями паров, при которых его запах абсолютно неощутим.
- Отравление карбонилом никеля проходит в две стадии. Первая характеризуется головными болями и болью в груди, продолжающимися несколько часов, обычно прерываемыми периодом мнимого благополучия. Вторая стадия — химический пневмонит, начинающийся обычно через 16 часов после экспозиции, с кашлем, одышкой и сильнейшей слабостью. Эти симптомы нарастают в течение четырёх дней, при отсутствии медицинской помощи как правило заканчиваясь смертью от сердечно-легочной или почечной недостаточности. Выздоровление часто чрезвычайно длительное, сопровождающееся сильной усталостью, депрессией и одышкой при физических нагрузках. Хроническое поражение органов дыхания нехарактерно. Канцерогенность тетракарбонила никеля точно не установлена и является темой для дискуссий.